# Ingo Appelt
Ingo Appelt, född den 11 december 1961 i Innsbruck, Österrike, är en österrikisk bobåkare.
Han tog OS-guld i herrarnas fyrmanna i samband med de olympiska bobtävlingarna 1992 i Albertville.